# استثمار العالمية
استثمار العالمية وهي شركة استثمارية مقرها في دبي، الإمارات العربية المتحدة. وهي شركة مملوكة لحكومة دبي، وقد تم تأسيسها في عام 2003. كانت معروفة باسم «استثمار»، وتمت تسميتها باسم «استثمار العالمية» في عام 2008.
«استثمار العالمية»، التي تم إنشاؤها عام 2003 كذراع استثماري لـ «دبي العالمية» متخصصة في الأسهم الخاصة وفرص الاستثمار البديلة على مستوى العالم. في السنوات الخمس التي انقضت منذ إنشائها، قامت «استثمار العالمية» ببناء مجموعة من الاستثمارات في أسواق تتراوح من أمريكا الشمالية وأوروبا إلى آسيا والشرق الأوسط، وعبر مجموعة متنوعة من القطاعات، بما في ذلك الخدمات الاستهلاكية والصناعية والمالية والعقارية.
تحليل محفظة استثمار الاستثمارية التي شملت استثمار 3.8 مليار دولار مع 14 مليار دولار المرتبطة بها من الديون، لم يكن أداء إيجابيا. في عدد من الحالات، فقدت استثمار السيطرة على الأصول أو بيعت بخسارة. كشركة تابعة لـ دبي العالمية، تم ذكر الشركة في العديد من التقارير الصحفية المتعلقة بمستويات الديون المرتفعة من الشركة الأم. منذ أواخر عام 2009، شهدت الشركة العديد من المغادرين التنفيذيين رفيعي المستوى.

## روابط خارجية
- Istithmar website
- Dubai World Africa
- Nakheel
- Trump Dubai
- Istithmar sells £172m West End asset